# Església de Santa Reparata (Florència)

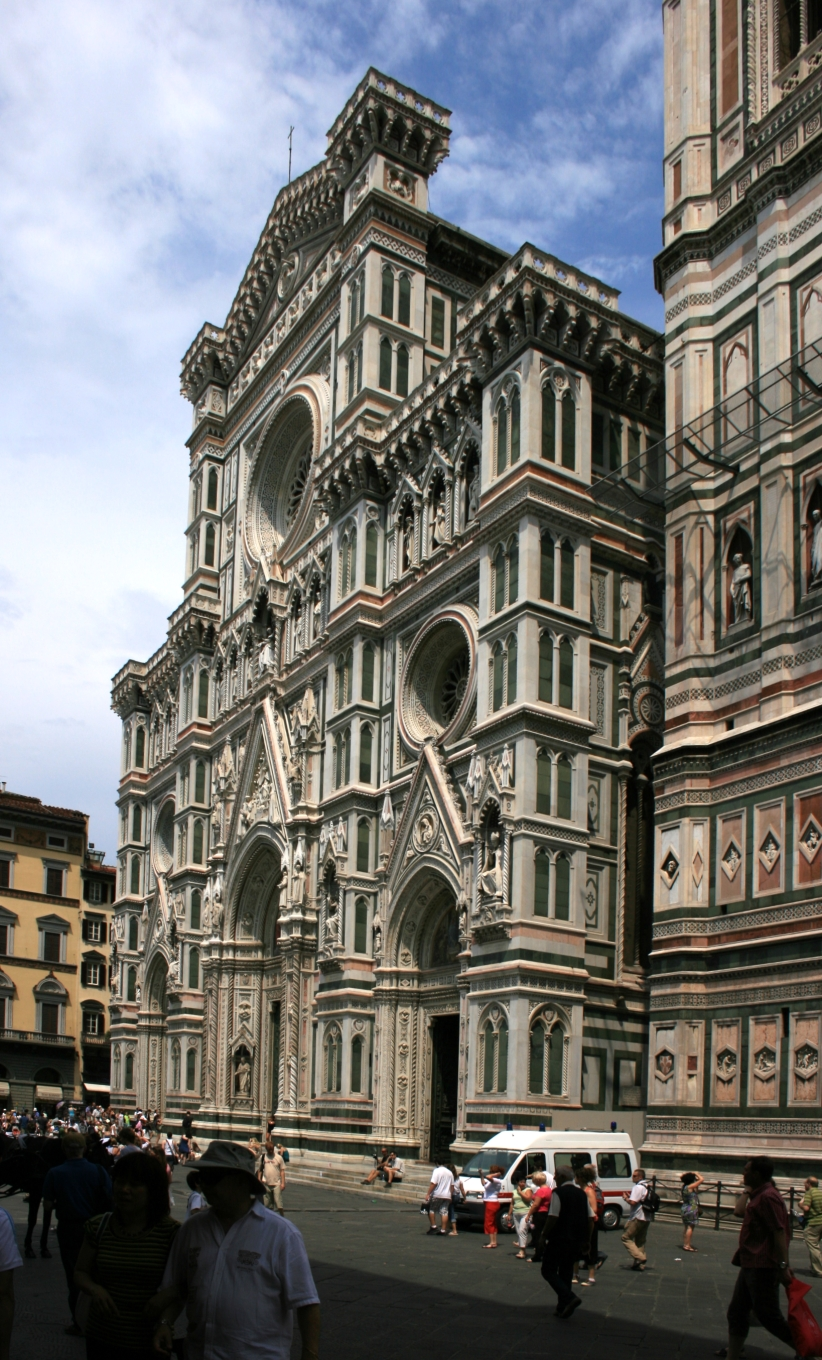
Sota el Duomo de Florència hi ha les restes de l'Església de Santa Reparata

Santa Reparata, en italià Chiesa di Santa Reparata, és l'antiga catedral de Florència, Itàlia. En aquest lloc es va construir Santa Maria del Fiore a partir de 1296. Actualment es pot visitar davallant des de la nau dreta del Duomo. Santa Reparata, era una màrtir cristina i copatrona de Florència.
A aquesta església hi ha el sepulcre dels papes Esteve IX i el  Nicolau II, del vescomtes de Florència i d'algunes personalitats com ara Filippo Brunelleschi.

## Història
En temps dels antics romans hi havia una zona destinada al culte paleocristià i a la fi de l'època medieval va ser el centre religiós més important de Florència.

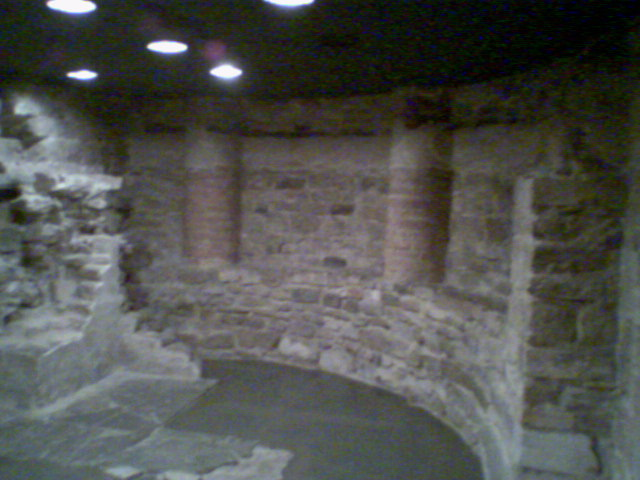
Vista de la zona absidial esquerra

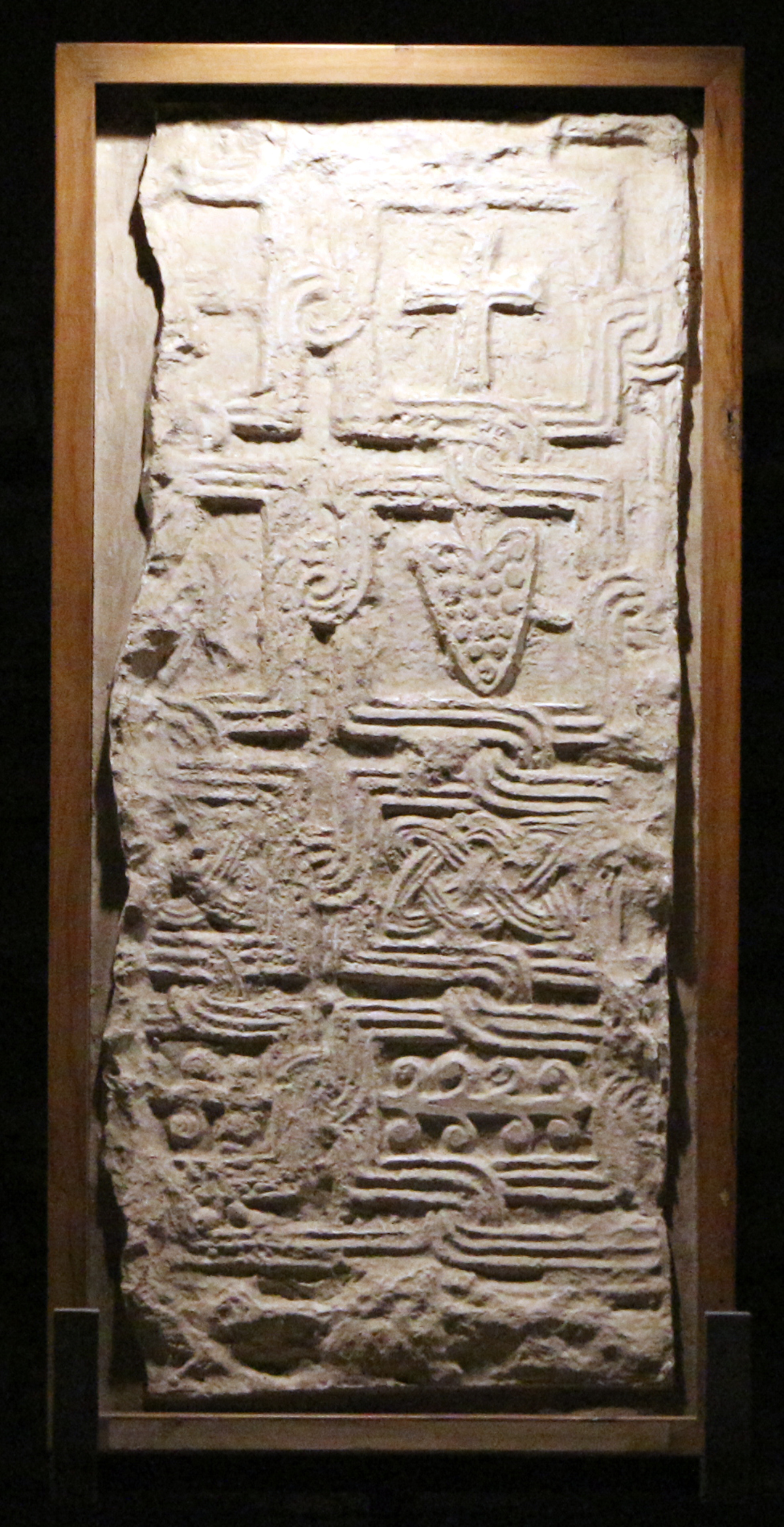
Baixrrelleu altomedieval

La llegenda diu que aquesta església es va fundar com agraïment a l'actuació de Santa Reparata de Cesarea de Palestina durant les batalles contra els bàrbars durant el regnat de l'Emperador romà Honori (entre els anys 395 - 423) i l'església hostatja el cos d'aquesta santa, traslladat segles després.
A partir de l'estructura paleocristiana, aquesta església es va reconstruir durant el segle ixamb dos campanars nous al costat de l'absis. El 4 de juny de 1055 el papa Víctor II obrí a Santa Reparata el primer concili de Florència que va reunir 120 bisbes i a l'Emperador Enric III el Negre. Arran d'aquest concili es va ampliar la cripta, es va afegir un absidiol i es va construir un pòrtic

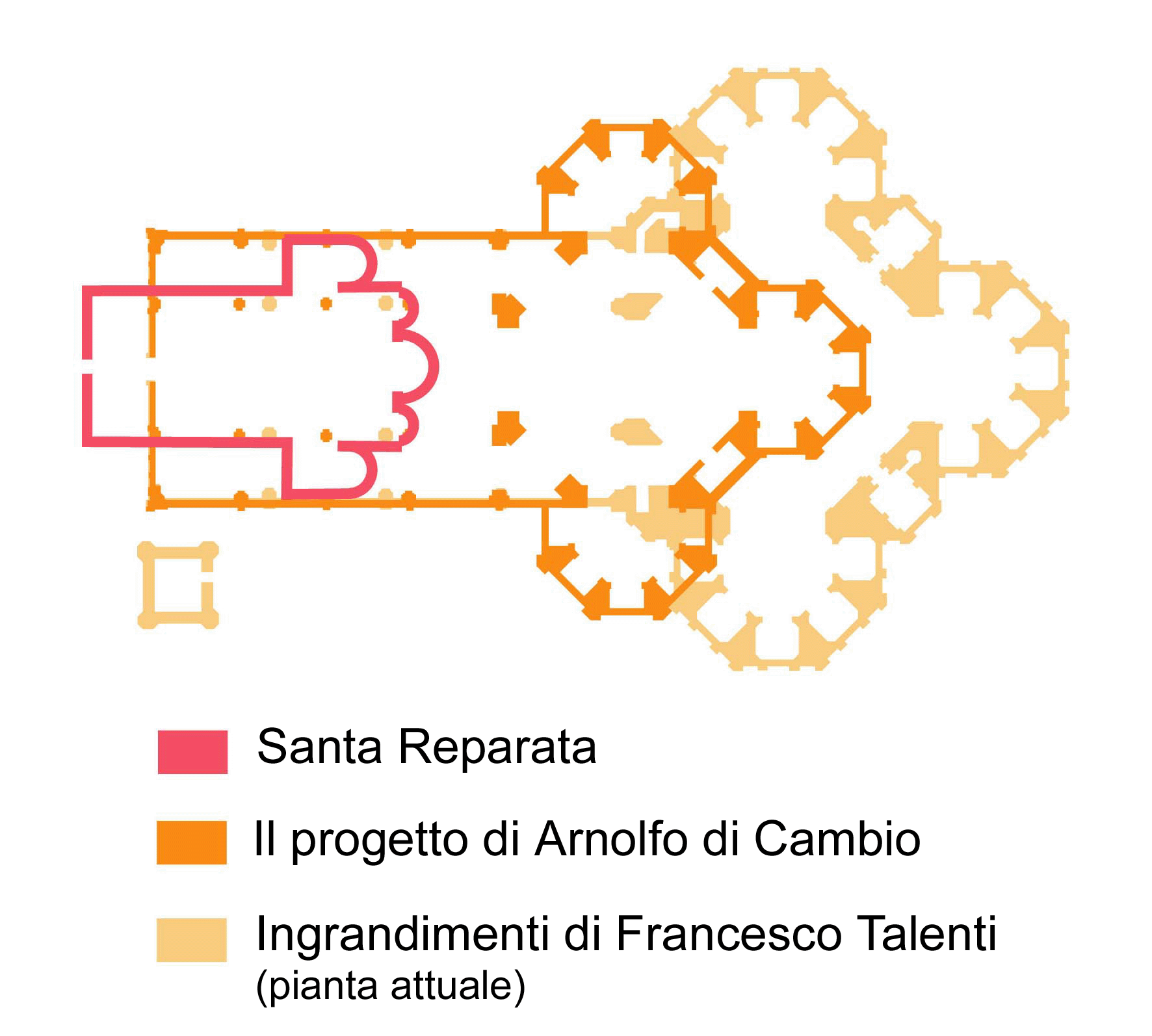
Planta de Santa Reparata i projectes successius de Santa Maria del Fiore

L'any 1264 es va enterrar a Santa Reparata Farinata degli Uberti, que va ser posteriorment, 1283, condemnat per heretgia.
Com explica Villani, aquesta catedral havia de semblar massa petita per a les noves ambicions dels florentins i l'any 1293 es va decidir reconstruir-la.
El 8 de setembre de 1296 van posar la primera pedra de la nova catedral mentre l'antiga va començar a ser demolida. La demolició definitiva es va fer l'any 1375.